# Luca de la Torre
Lucas Daniel „Luca” de la Torre (ur. 23 maja 1998 w San Diego) – amerykański piłkarz pochodzenia hiszpańskiego występujący na pozycji środkowego pomocnika w klubie San Diego FC i reprezentacji Stanów Zjednoczonych.